# Chust (Uzbekistan)
Chust (in russo Чуст) è il capoluogo del distretto di Chust nella regione di Namangan, in Uzbekistan. Ha una popolazione (calcolata per il 2010) di 69.083 abitanti. La città si trova circa 15 km a nord del Syr Darya, approssimativamente 40 km a ovest di Namangan.
Ha una rinomata produzione di duppi (detti anche kalpoq), copricapi tradizionali maschili. 

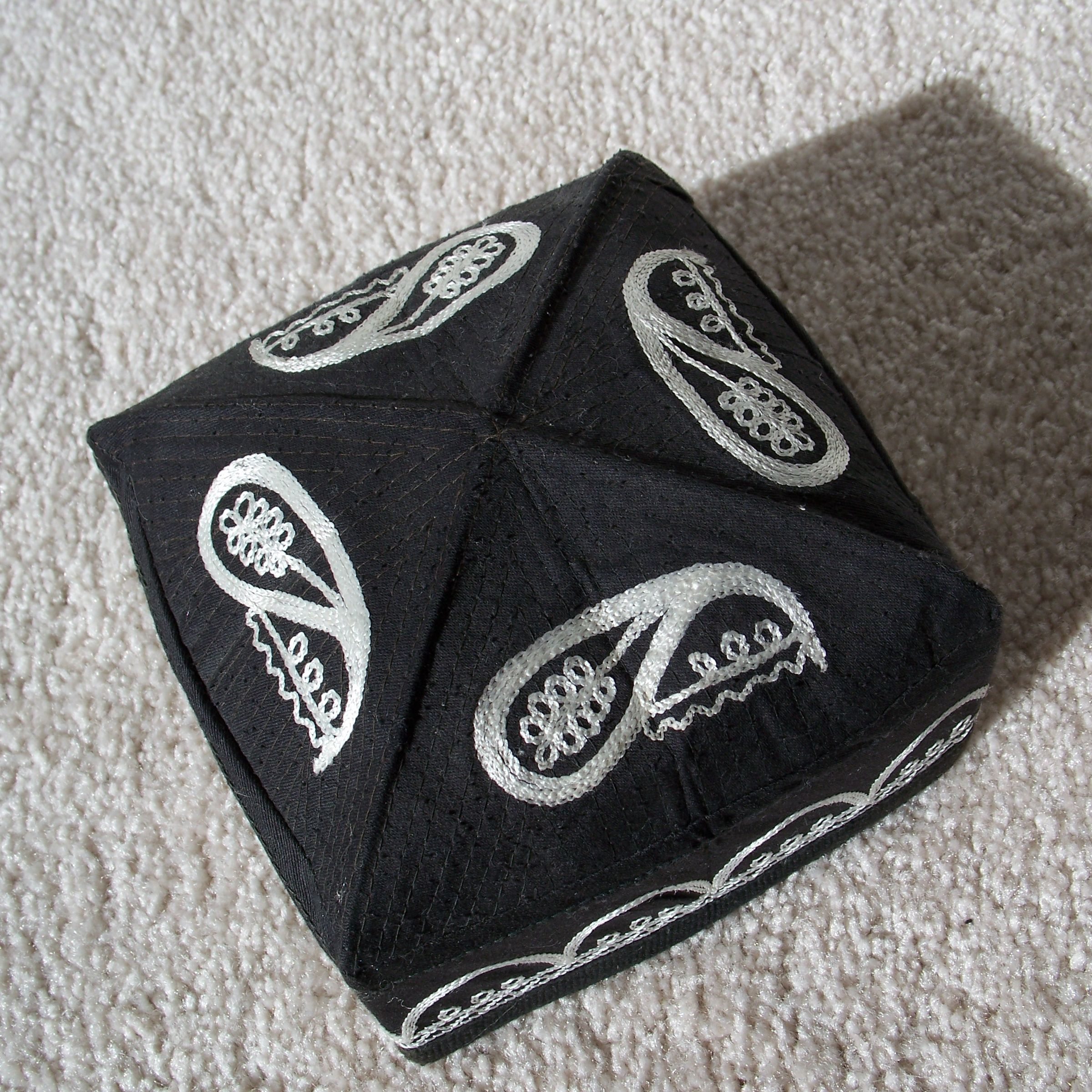
Il duppi (o tubeteika)